# Stiefel (Fels)

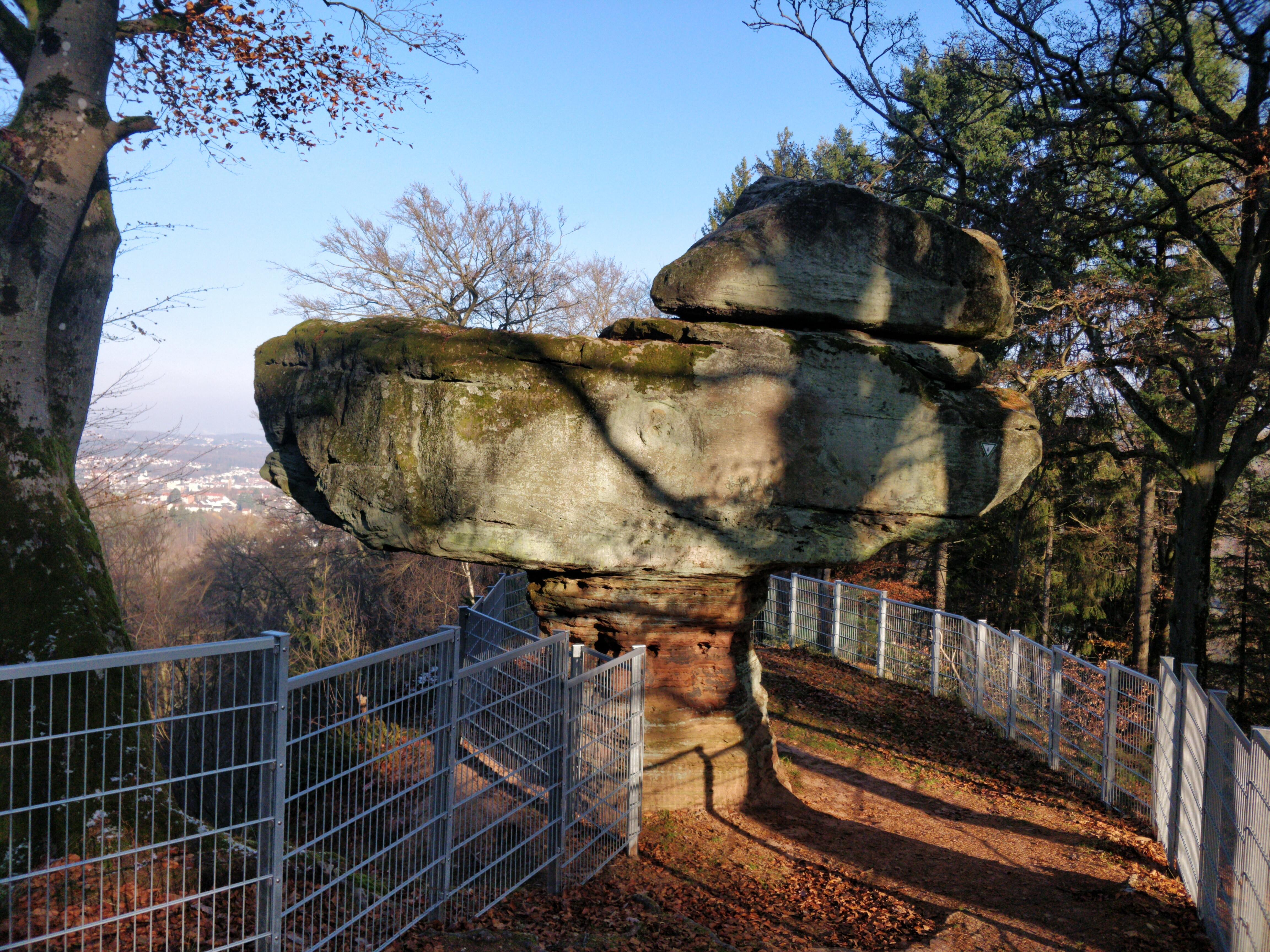
Der Stiefel

Der Stiefel ist ein durch Verwitterung entstandener Buntsandsteinfelsen mit eigenartiger Form. Er liegt in der Gemarkung der Stadt St. Ingbert, bei Sengscheid im saarländischen Saarpfalz-Kreis und gilt als ein Wahrzeichen der Stadt.

## Geographische Lage
Der Stiefel befindet sich am Nordosthang des zwischen den Stadtteilen Rentrisch und Sengscheid gelegenen, bewaldeten Bergrückens „Großer Stiefel“ (397,2 m ü. NN) auf etwa 350 m ü. NN. Die Wanderwege sind am besten erreichbar vom Stiefelparkplatz in Sengscheid. Die Bundesautobahn 6 mit der nahen Anschlussstelle St. Ingbert-West an der beide Stadtteile verbindenden Landesstraße 126 führt östlich am Berg und Fels vorbei.

## Aussehen und Form

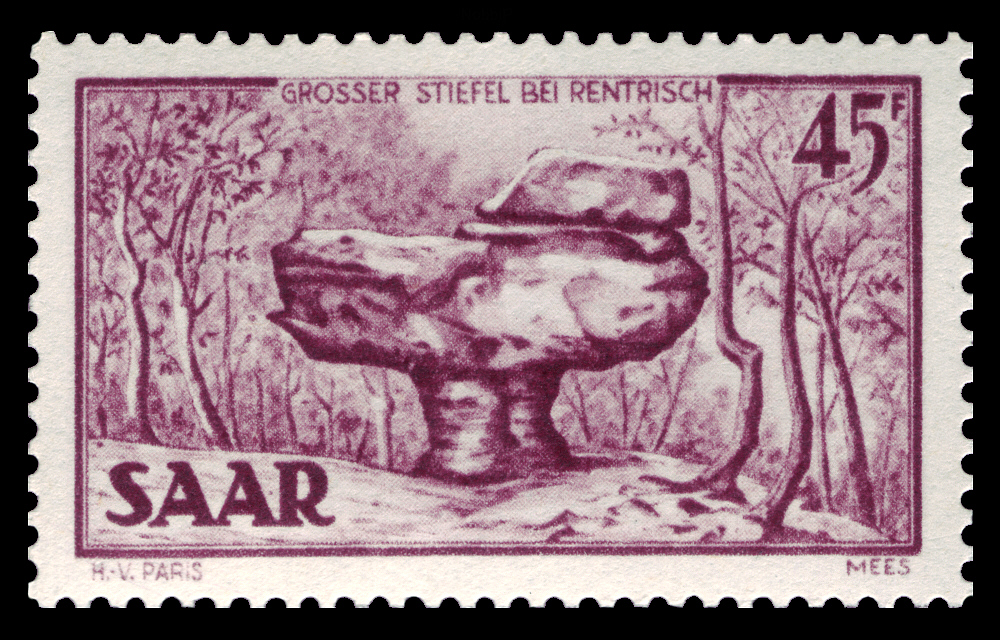
Briefmarkenmotiv 1949

Der untere Teil des Felsens ist ringsum zu einer niedrigen, etwa 6 Meter im Umfang messenden Säule ausgewittert und trägt die ganze obere Steinmasse. Diese ist ihrerseits nochmals von einem wuchtigen Block überlagert, so dass das Ganze einem Schuh oder Stiefel ähnlich sieht.

## Namensursprung
Es wird überwiegend angenommen, dass der Felsen, der auch Stiefler Fels genannt wird, dem ganzen Berg seinen Namen gibt.
Es gibt allerdings auch gegenteilige Auffassungen, z. B. dass der Name von der stiefelähnlichen Gestalt des Berges herrührt. Der Namenforscher Hermann Albert Prietze hingegen leitet den Namen „Großer Stiefel“ vom Thingstapel, der Gerichtssäule, her, was auch durch den Stiefelberg in der Gemeinde Reichartshausen bestätigt wird, der über Jahrhunderte als Hinrichtungsstätte diente.

## Geschichte

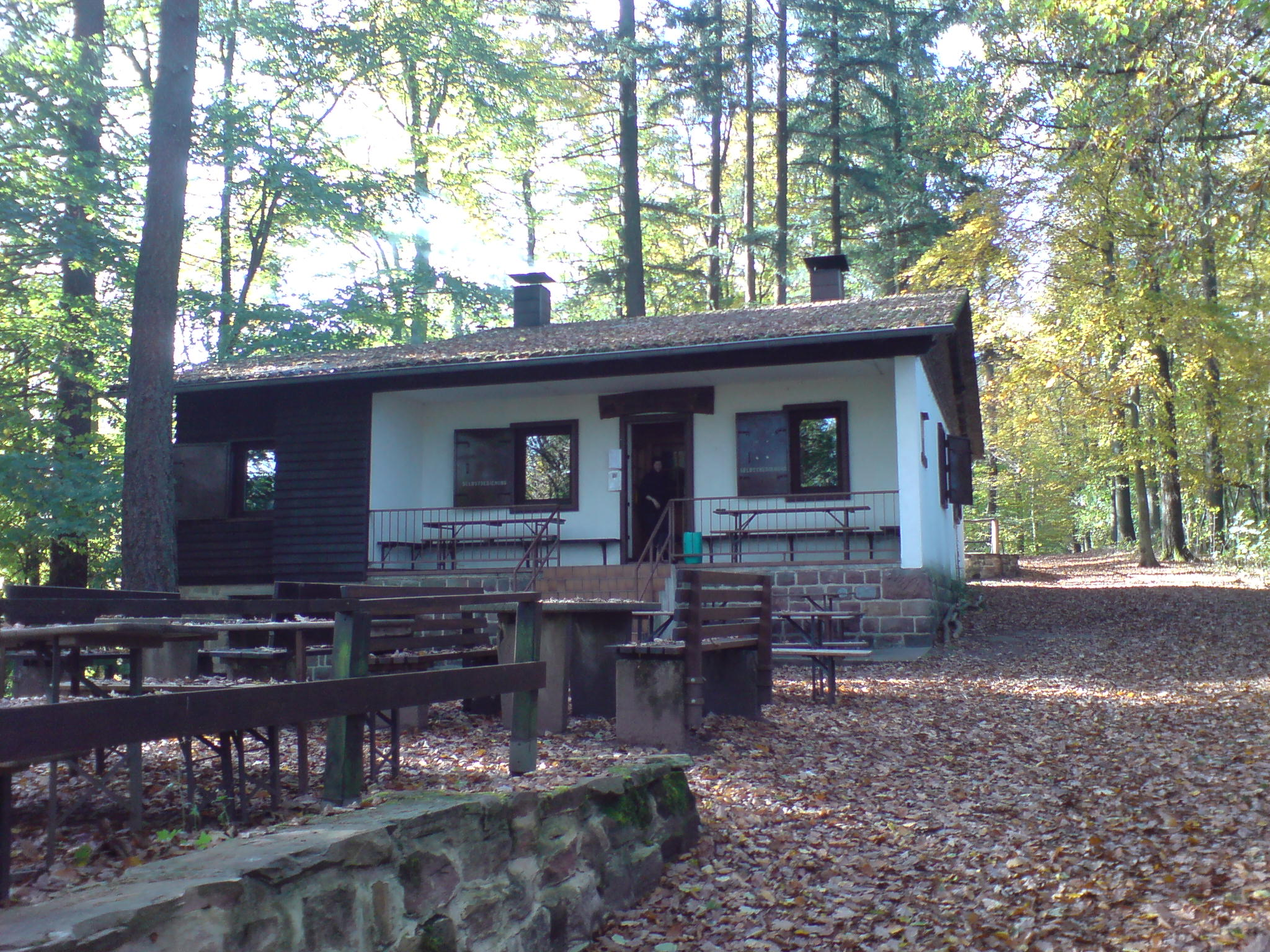
Die Heinrich-Kohl-Hütte des Pfälzerwald-Vereins

Das Naturdenkmal diente wohl schon in der Jungsteinzeit kultischen Zwecken. Auf dem Bergrücken des Großen Stiefels wurden Steinklingen, Pfeilspitzen, Mahlsteine und Steinbeile gefunden, die aus der Mittelsteinzeit (8000 bis 4000 v. Chr.) stammen. Ein kultischer Zusammenhang mit dem 1300 m Luftlinie entfernten Spellenstein in Rentrisch ist anzunehmen, denn die „Stiefelspitze“ zeigt auf den Spellenstein.
Im 10. Jahrhundert wurde auf dem großen Stiefel eine Burg erbaut, das Stiefler Schloss. Zahlreiche Mauerreste, Bodenwälle und Gräben zeugen noch heute von dieser Burg.
Die Stiefelhütte oder auch Heinrich-Kohl-Hütte (nach einem der Vereinsgründer benannt) wurde 1912 vom Pfälzerwald-Verein erbaut. Nachdem die ursprüngliche Hütte 1983 abgebrannt ist erbaute der Verein unmittelbar danach die heutige Hütte. Der PWV errichtete 1960 auch einen Gedenkstein auf dem Stiefelplateau, er dient als Mahnstein zum Gedenken an die Opfer der beiden Weltkriege.
Im Jahr 2021 wurde zur Absicherung das Denkmal mit einem Bauzaun eingezäunt. Ein dauerhafter Metallzaun wurde im Jahr 2023 um das Denkmal gesetzt. Die Kosten des Zauns belaufen sich (vorläufig) auf 11.000 € Baukosten, sowie 14.000 € für vier Gutachten die im Vorfeld benötigt wurden.

## Werbeträger

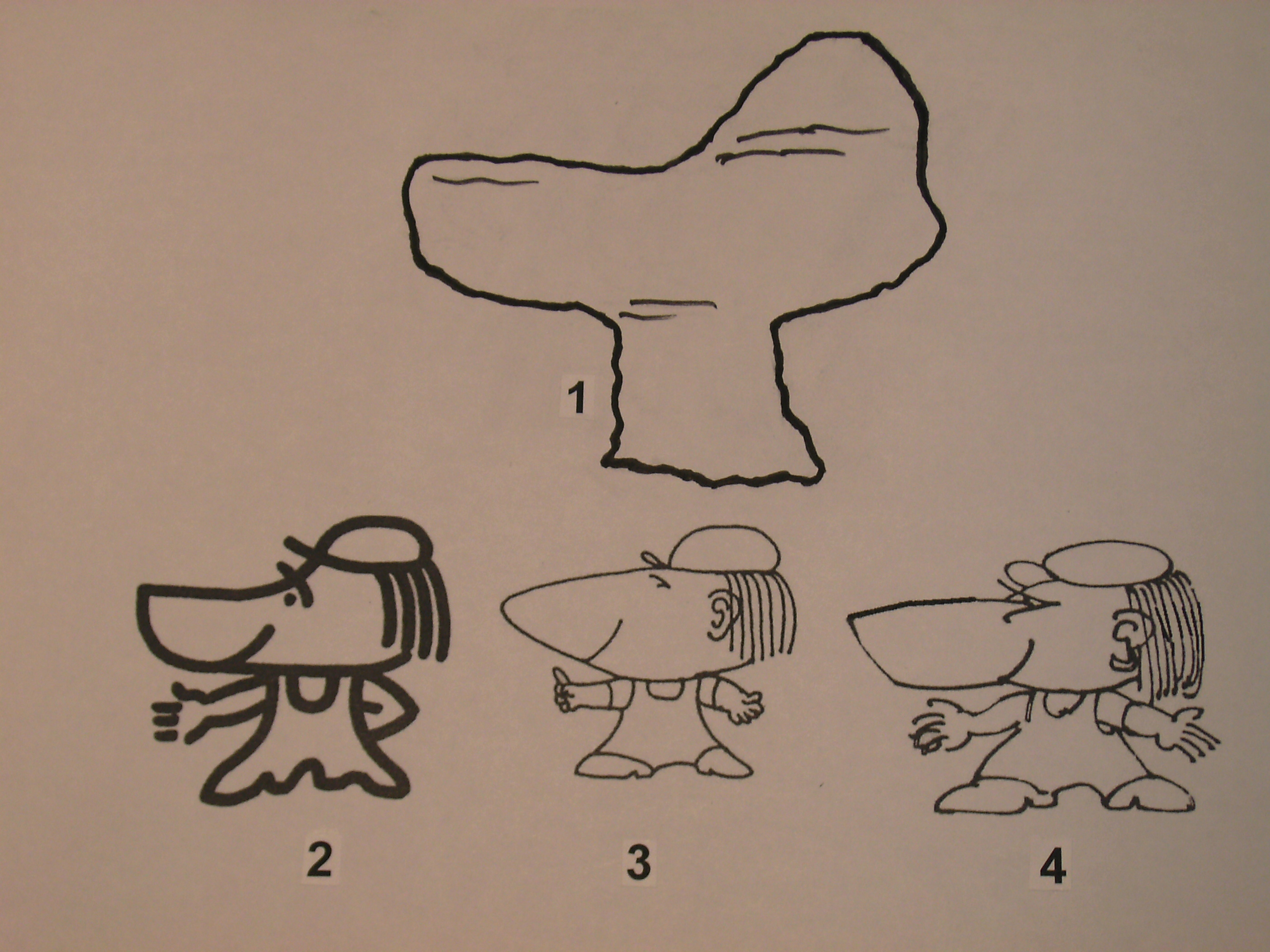
Entwicklungsschritte vom Stiefel zum „Ingo“

Der „Stiefel“ diente als Vorlage zur Schaffung einer Figur namens „Ingo“, die als Sympathieträger für St. Ingbert wirbt. Der Saarbrücker Grafiker Karl Basters (1948–2008) entwarf die Figur mit den Umrissen des Stiefels und einem Löwenkopf, der an die knapp 104-Jährige Zugehörigkeit St. Ingberts zum Königreich Bayern erinnern soll. Neben dem Standard-Ingo schuf Basters im Laufe mehrerer Jahre mehr als 50 Varianten des „Ingo“, so etwa den „Wander-Ingo“, den „Sport-Ingo“ oder den „Polizei-Ingo“. Vorrangig wurde „Ingo“ als Aufkleber herausgegeben, es existierten aber auch etliche plastische Varianten aus unterschiedlichen Materialien.

## Sonstiges
Der Stiefel wurde bei einer Umfrage der Heinz Sielmann Stiftung EUROPARC Deutschland e. V. zu Deutschlands drittschönstem Naturwunder des Jahres 2013 gewählt. Zur Auswahl standen 21 Naturdenkmale aus den Nationalen Naturlandschaften und anderen Regionen Deutschlands. Den ersten Platz belegte der Rauhe Kulm bei Neustadt am Kulm. Auf dem zweiten Rang folgte die Steinerne Rose bei Saalburg-Ebersdorf.